# Andrézinho (football, 1981)
Pour les articles homonymes, voir Andrezinho.
André Ricardo Soares dit « Andrézinho » est un footballeur brésilien, né le 9 octobre 1981 à Mineiros au Brésil. Il évolue comme arrière droit.

## Carrière
- 2001-2002 :  Mineiros EC
- 2003 :  São Raimundo-AM
- 2004 :  Vila Nova FC
- 2005 :  Goiás EC
- 2006 :  Coritiba FBC
- 2007 :  Vila Nova FC
- 2007-2010 :  Vitória Guimarães
- 2010-2012 :  FC Cologne
- 2013 :  Anápolis FC

## Palmarès
Néant